# 狄更生山路
狄更生山路（英語：Dickenson Hill Road）是一條位於新加坡歐南規劃區內牛車水的一條單行道。這條道路連接万达街與尼路，並緊鄰人力车局。

## 名稱
狄更生山以迪更生牧師（英語：Reverend J.T. Dickenson）命名，他曾在該區經營一所傳教學校，而狄更生山路則因此得名。該地區後來改名為武吉巴梳，但狄更生山路仍保留原名。